# .450 Adams
.450 Adams — британский револьверный патрон центрального воспламенения с металлической гильзой, использовавшийся в переделанных револьверах системы Бомон-Адамса. Первоначально снаряжался дымным, а затем и бездымным порохом.
Кроме официального обозначения .450 Boxer Mk I мог также именоваться .450 Revolver, .450 Colt, .450 Short, .450 Corto и .450 Mark III, а в Америке — .45 Webley, Первый патрон центрального воспламенения, поступивший на вооружение британской армии.

## История
Этот патрон, принятый в ноябре 1868 года, использовался вплоть до 1880  когда его сменил применявшийся в револьверах системы Энфилда (Mark 1 и Mark 2) .476 Enfield; в свою очередь заменённый в 1887-м патроном .455 Webley (под револьверы Webley, соответственно.
Несмотря на разные обозначения, патроном .450 можно также стрелять из любого оружия калибров .455 Webley, .455 Colt, или .476 Enfield.
Хотя .450 Adams считался уже непригодным для боевого применения, его запасы находились на складах британских вооружённых сил вплоть до Первой мировой войны (модификация .450 Mark III).
Патрон также был популярен среди гражданских владельцев револьверов Webley RIC и «Бульдог», встречавшихся и на территории США вплоть до 1940-х. Револьверы под него выпускались также фирмами Кольт и Smith & Wesson.
По своим характеристикам он примерно соответствует американским .38 S&W, .41 Colt, или .44 S&W American.
Переснаряжение патронов .450 Adams может производиться стрелками-любителями посредством обрезки под требуемый размер гильз .455 Webley.

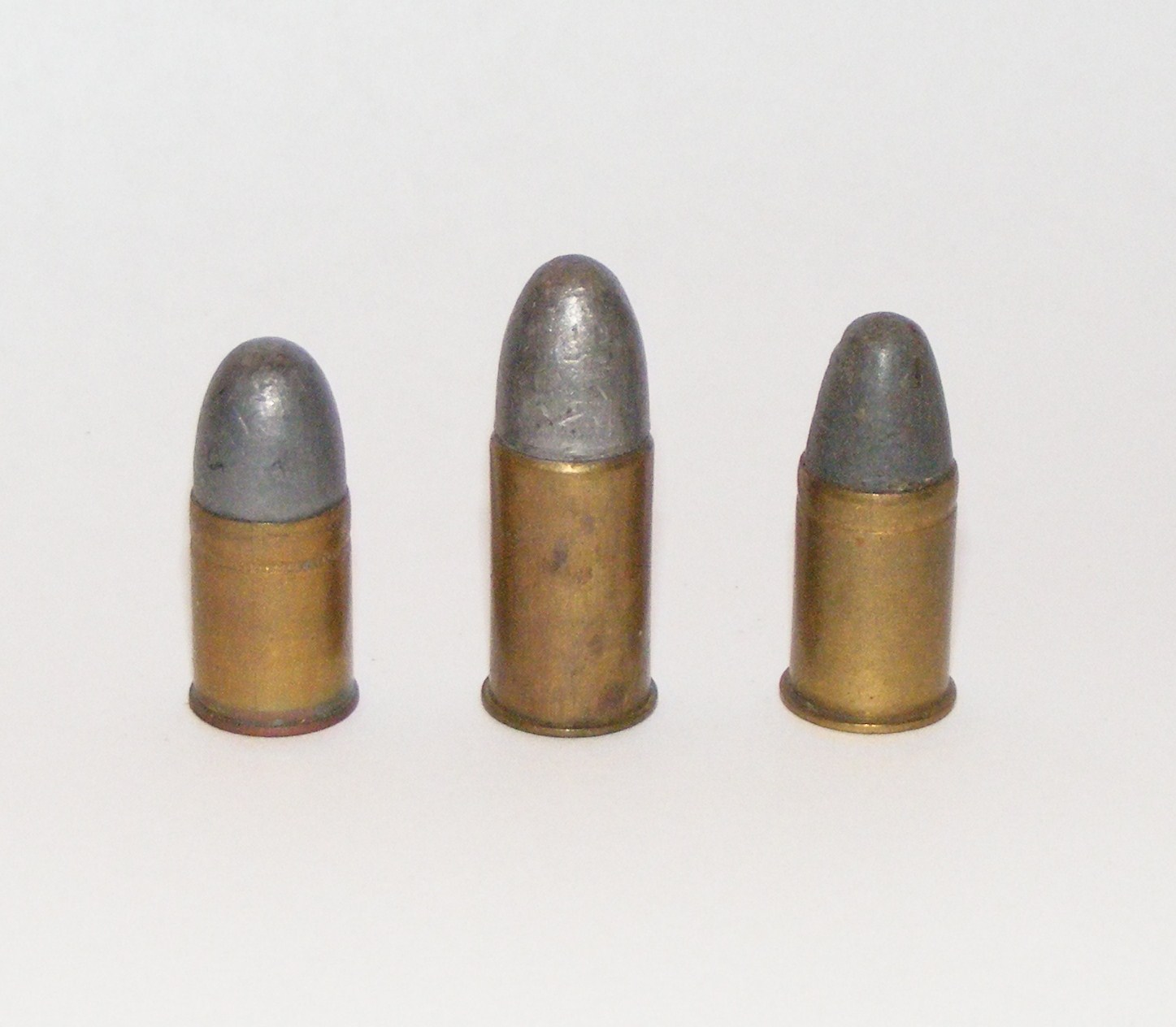
Слева направо: патроны .450 Adams, .455 Webley Mk I, .455 Webley Mk II